# Соболь Борис Ісакович
Борис Ісакович Соболь (1906, містечко Дунаївці, тепер місто Хмельницької області — ?) — радянський державний діяч, 1-й секретар Кулябського обласного комітету КП(б) Таджикистану. Депутат Верховної ради Таджицької РСР 1-го скликання.

## Життєпис
Народився в єврейській робітничій родині. Освіта середня.
Трудову діяльність розпочав у 1923 році прибиральником у клубі текстильників, потім був ткачем фабрики.
З 1928 до 1930 року служив у Червоній армії.
Член ВКП(б) з 1930 року.
У 1930—1936 роках — голова сільської ради; відповідальний секретар Дунаївецької районної ради Тсоавіахіму Вінницької області; старший інспектор Моспостачтсоавіахіму в Москві; студент Всесоюзного комуністичного університету.
З 1936 до грудня 1937 року — заступник директора Дангаринської машинно-тракторної станції (МТС) із політчастини; 2-й секретар Дангаринського районного комітету КП(б) Таджикистану.
У грудні 1937—1939 роках — 1-й секретар Дангаринського (Пролетарського) районного комітету КП(б) Таджикистану.
У 1939—1941 роках — 1-й секретар Регарського районного комітету КП(б) Таджикистану.
У 1941—1943 роках — 1-й секретар Кулябського обласного комітету КП(б) Таджикистану.
У 1943 році відкликаний до ЦК ВКП(б).
На 1945 рік — 1-й секретар Бельковського районного комітету ВКП(б) Рязанської області.
Подальша доля невідома.

## Нагороди та звання
- орден Вітчизняної війни ІІ ст. (17.03.1945)
- орден «Знак Пошани»
- медалі